# Parabaeacis gaullei
Parabaeacis gaullei är en stekelart som beskrevs av Granger 1949. Parabaeacis gaullei ingår i släktet Parabaeacis och familjen bracksteklar. Inga underarter finns listade i Catalogue of Life.